# Kaple Navštívení Panny Marie (Velký Grunov)
Kaple Navštívení Panny Marie je kaple v obci Velký Grunov na Českolipsku. Velký Grunov je místní částí obce Brniště u silnice vedoucí směrem k městu Mimoň. Kaple náleží pod římskokatolickou farnost v Brništi a je chráněna jako kulturní památka. Bohoslužby se zde pravidelně nekonají.